# サブリナ (曲)
「サブリナ」は、家入レオの1枚目のシングル。2012年2月15日にビクターエンタテインメントから発売された。

## 概要
表題曲「サブリナ」は、フジテレビ系アニメ『トリコ』のエンディングテーマに起用された。表題は幼少時に観た「愛」をテーマにした映画『麗しのサブリナ』に由来しており、出鱈目な英語で歌っている際に仮タイトルの「サブリナ」を思わず歌ってしまい、仮タイトルを採用するに至った。また、レコチョクランキングではデビュー前にもかかわらずトップ5入りを果たしている。また、音楽ゲームではjubeat、REFLEC BEAT、maimaiに収録されている。特にmaimaiはMVが流れる。
カップリング曲「ripe」は、テレビ朝日系料理バラエティ番組『笑顔がごちそう ウチゴハン』のエンディングテーマ。期間限定盤には収録されていない。
期間限定盤は1万枚限定生産で、ジャケットには『トリコ』の登場人物・トリコ、ココ、サニー、テリークロス、小松、GTロボがプリントされている。

## 収録曲

### 初回限定盤、通常盤
（全曲 作詞：家入レオ、作曲：家入レオ・西尾芳彦、編曲：三輪コウダイ）
1. サブリナ [3:38]
本当の愛をテーマとした楽曲。家入によれば「中学生時代、クラスで自分がどう思われてるのかが怖いという気持ちが元になっていて、誰にも心を開けなくて、誰にも言えなかった思いを、サブリナという女性に託して爆発させた曲」であると語っている[1]。
視点を「私」ではなくサブリナにしているのは、当時のクラスメイトの派手な女子に「なぜ派手に遊んでるの」と質問したところ、「寂しいから」という返答があったため、愛が欲しくて寂しい状態を自身と重ね合わせ、「サブリナは私だけの曲じゃない。」と思ったためである[1]。
ベストアルバム『5th Anniversary Best』発売に伴い、自身の公式サイトにて、本楽曲のボーカルテイクが15歳のころに録音されたものであることを明かしている。
2. ripe [4:14]
「もどかしい気持ち」と「素直な気持ち」をテーマとしており、福岡の高校での数学の授業中に作曲された[1]。
3. サブリナ（Instrumental）
4. ripe（Instrumental）

### 期間限定盤
1. サブリナ
2. サブリナ（Instrumental）

DVD（初回限定盤のみ）
1. サブリナ Music Clip

## 収録アルバム
| 曲名     | 収録アルバム | 発売日         |
| -------- | ------------ | -------------- |
| サブリナ | 『LEO』      | 2012年10月24日 |